# Sesheke
Sesheke ist eine Kleinstadt am Sambesi in der Westprovinz Sambias. Die Stadt hat einen Grenzübergang nach Namibia über die Katima-Mulilo-Brücke in den Ort Katima Mulilo. Sesheke hat 29.922 Einwohner (2022) und liegt etwa 950 Meter über dem Meeresspiegel. Der Ort befindet sich 205 Kilometer westlich von Livingstone. Sie ist Sitz der Verwaltung des gleichnamigen Distrikts.

## Beschreibung
Sesheke gehörte in vorkolonialer Zeit zum Königreich Barotse und hat eine lange Tradition als Häuptlingsstadt der weiteren Region bis weit nach Botswana. Die Straße zwischen den beiden Orten, ein Teil des Trans Caprivi Highway, wurde 2005 neu asphaltiert und führt weiter nach Mongu. Diese Region wird „Kalaharisand-Feuchtgebiet“ genannt. Das aride Umland ist berüchtigt für seinen Sand, der jenseits des Sambesi vollständig in die Kalahari und die Namib übergeht. In den Uferregionen des Sambesi wiederum liegen fruchtbare Auen.

## Wirtschaft
Die Landwirtschaft ist dominiert vom Maisanbau, was sich langsam hin zu Hirse und Reis verändert, die trocken- respektive überflutungsbeständiger sind. Viehzucht ist verbreitet, die Rinderherden zählen 109.000 Tiere (2005). Es gibt Trockenwald mit Mavunda-Forsten, auch Cryptosepalum-Forste genannt, die nach Norden mit mehr Regen in Mukusi-Forste (Baikiaea oder Sambezi Teak) übergehen. Es gibt Holzverarbeitung.

## Infrastruktur
Es gab eine nicht asphaltierte, 1000 Meter lange Flugpiste, ein Krankenhaus sowie Grund- und Sekundarschulen, letztere mit Internat.